# Georg Kestner (Archivar, 1805)
Georg Kestner (vollständiger Name: Georg Wilhelm Eduard Kestner; * 9. Juli 1805 in Hannover; † 9. Februar 1892 in Dresden) war ein deutscher Archivar, Oberinspektor, Privatgelehrter, Autographen- und Kunstsammler sowie Mäzen.

## Leben

### Familie

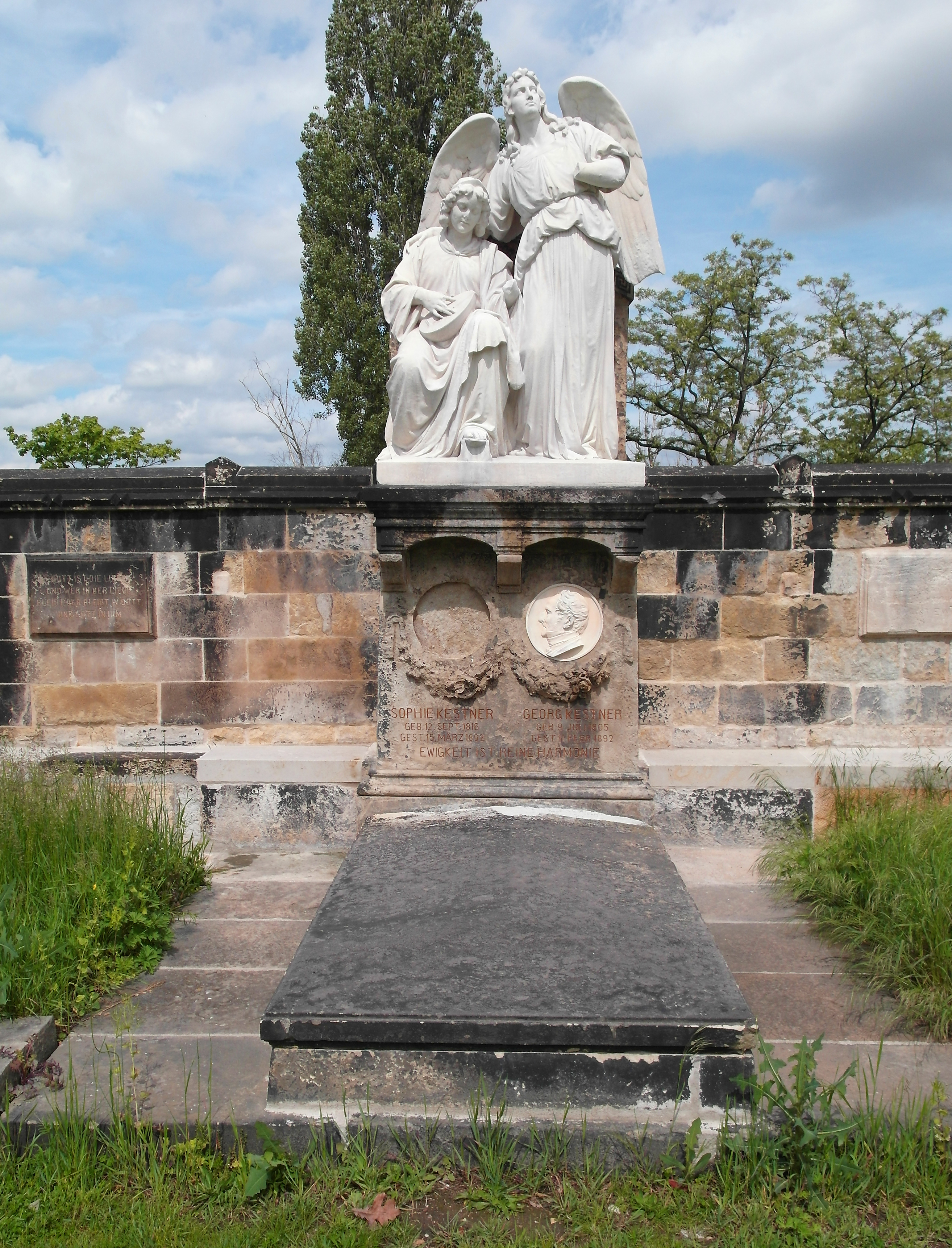
Grabmal Georg Kästner (restaurierter Zustand), Alter Annenfriedhof

Georg Wilhelm Eduard Kestner war der Sohn des Archivrats Georg Kestner sowie der Enkel von Charlotte und Johann Christian Kestner. Im Jahr 1839 heiratete er Sophie Heydorn.

### Werdegang
Geboren noch zur Zeit des Kurfürstentums Hannover während der sogenannten „Franzosenzeit“ in einer der hübschen Familien Hannovers, studierte Georg Kestner an den Universitäten in Göttingen sowie in Heidelberg, bevor er in seiner Heimatstadt in den Staatsdienst des Königreichs Hannover aufgenommen wurde.
Kestner wurde 1851 Mitglied im Hannoverschen Künstlerverein. Nach seiner Pensionierung ging Georg Kestner 1860 nach Dresden, wo er sich als Privatgelehrter niederließ. Im Jahr 1892 übereignete er die von seinem Vater begonnene und von ihm bis auf rund 20000 Exemplare erweiterte Autografensammlung aus der Zeit des späten 18. und des frühen 19. Jahrhunderts an die Universitätsbibliothek Leipzig.
Kestner verstarb 1892 in Dresden und wurde auf dem Alten Annenfriedhof beigesetzt. Die Skulpturengruppe am Grab (Zwei Engel) stammt von Adolf von Donndorf.